# رئیس ستاد دفاع فرانسه
رئیس ستاد دفاع فرانسه (فرانسوی: Chef d'État-Major des Armées‎) ارشدترین جایگاه نظامی در مجموعه نیروهای مسلح فرانسه است، که فرماندهی کلیه نیروهای مسلح این کشور را برعهده دارد. رئیس ستاد دفاع فرانسه توسط رئیس‌جمهور فرانسه منصوب می‌شود و به وزیر نیروهای مسلح این کشور گزارش می‌دهد. در حال حاضر ارتشبد تیری بورخارد ریاست ستاد دفاعی فرانسه را برعهده دارد.